# 清元一壽郎
二世 清元一壽郎（にせい きよもと いちじゅろう、本名：新野幸三、1927年（昭和2年）3月7日 - 1994年（平成6年）9月7日）は昭和から平成にかけて活動した清元節三味線方。歌舞伎公演の立三味線（首席奏者）を長年務めた。

## 経歴
- 1927年（昭和2年）、3月7日、東京都千代田区に生れる。
- 1937年（昭和13年）、実兄の三世清元菊輔（後の初代清元壽國太夫）に入門。
- 1941年（昭和16年）、五世清元延壽太夫に入門。初代清元國太郎を名乗る。
- 1941年（昭和16年）、3月新橋演舞場『三社祭』で初舞台。
- 1947年（昭和22年）、清元榮次郎（後の清元榮壽郎）に師事。
- 1949年（昭和24年）、二世清元一壽郎を襲名。
- 1964年（昭和39年）、歌舞伎座で初めて歌舞伎の立三味線を勤める。
- 1966年（昭和41年）、六世清元延壽太夫より三味線「立格」を受ける。
- 1994年（平成6年）、9月7日逝去。享年67。

六世清元延壽太夫の立三味線も勤めた。また現家元の七世清元延壽太夫を指導するなど、同い年の清元榮三郎と並び清元節三味線方の代表格として活躍した。
師である清元榮壽郎譲りの歯切れのよい撥捌きと冴えた音色で、師の信頼も厚く、師の存命中の舞台にはその横に顔が見えないことが無いほどであった。実兄清元壽國太夫とのコンビでも活躍したが、晩年は体調を崩し、万全とは言えない体調で舞台を務める事も多く、稀有な才能を惜しまれつつ70歳を迎えずして亡くなった。

## 家族
製図機械業の草分けであった父、清元を生業とする兄弟のもとに生まれた。
兄は初代清元一壽郎、初代清元壽國太夫、四代目清元菊輔。姉は清元延志女壽。義父は初代清元榮之輔。

## 受章
- 1990年（平成2年）、社団法人日本芸能実演家団体協議会より芸能功労者賞を受賞。